# Met.Ro.
Met.Ro. S.p.A., acronyme de Metropolitana di Roma, anciennement Metroferro, a été une entreprise publique italienne contrôlée par Rome Capitale chargée de la gestion des deux premières lignes du Métro de Rome, MA et MB et des trois lignes ferroviaires Rome-Civita Castellana-Viterbe, Rome-Giardinetti-Pantano et Rome-Lido di Ostia pour le compte de la Région Latium.

## Histoire
L'entreprise est née à la suite de la réforme des transports publics locaux du Latium  de l'an 2000 en sortant du consortium régional ACOTRAL et baptisée Metroferro. Elle a hérité de la gestion des deux lignes du Métro de Rome, MA et MB, et des trois lignes ferroviaires Rome-Civita Castellana-Viterbe, Rome-Pantano et Rome-Lido. 
Un an plus tard, Metroferro a été renommée Met.Ro..
Le 12 mai 2006, la société Officine Grandi Revisioni Srl - OGR a été créée pour effectuer l'entretien et la maintenance générale des rames de métro et ferroviaires

Les réseaux métro et ferroviaire souterrain gérés par Met.Ro.

Lors de la réforme de 2010, Met.Ro. a été incorporée dans ATAC avec Trambus (it), le gestionnaire des transports publics locaux de surface de Rome (autobus, trolleybus et tramways), unifiant ainsi la gestion de l'ensemble du système de transports publics locaux de l'agglomération de Rome. ATAC a également intégré la participation dans OGR, société qui a ensuite été totalement intégrée en 2014.

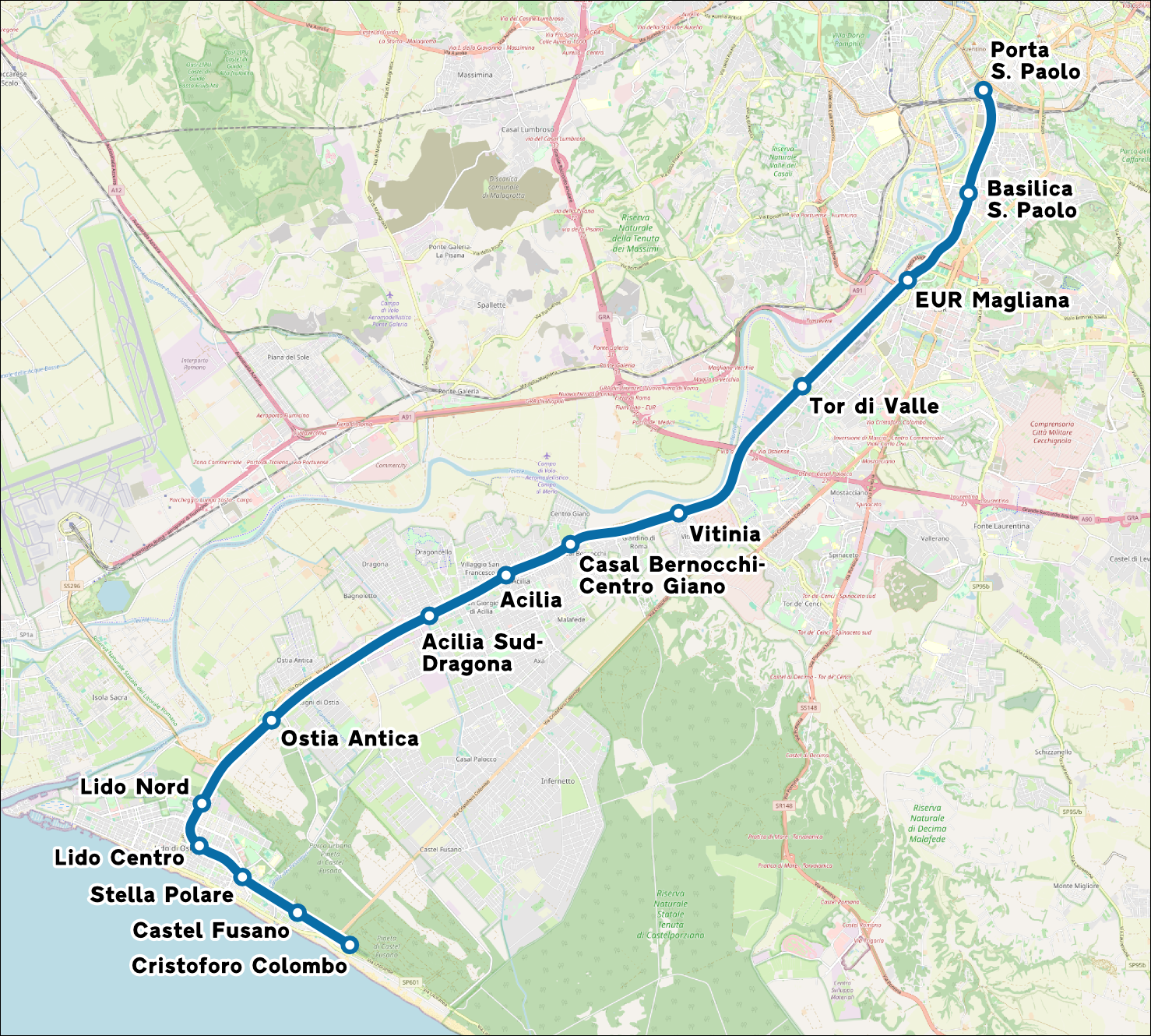
Plan de la ligne ferroviaire Rome-Lido di Ostia

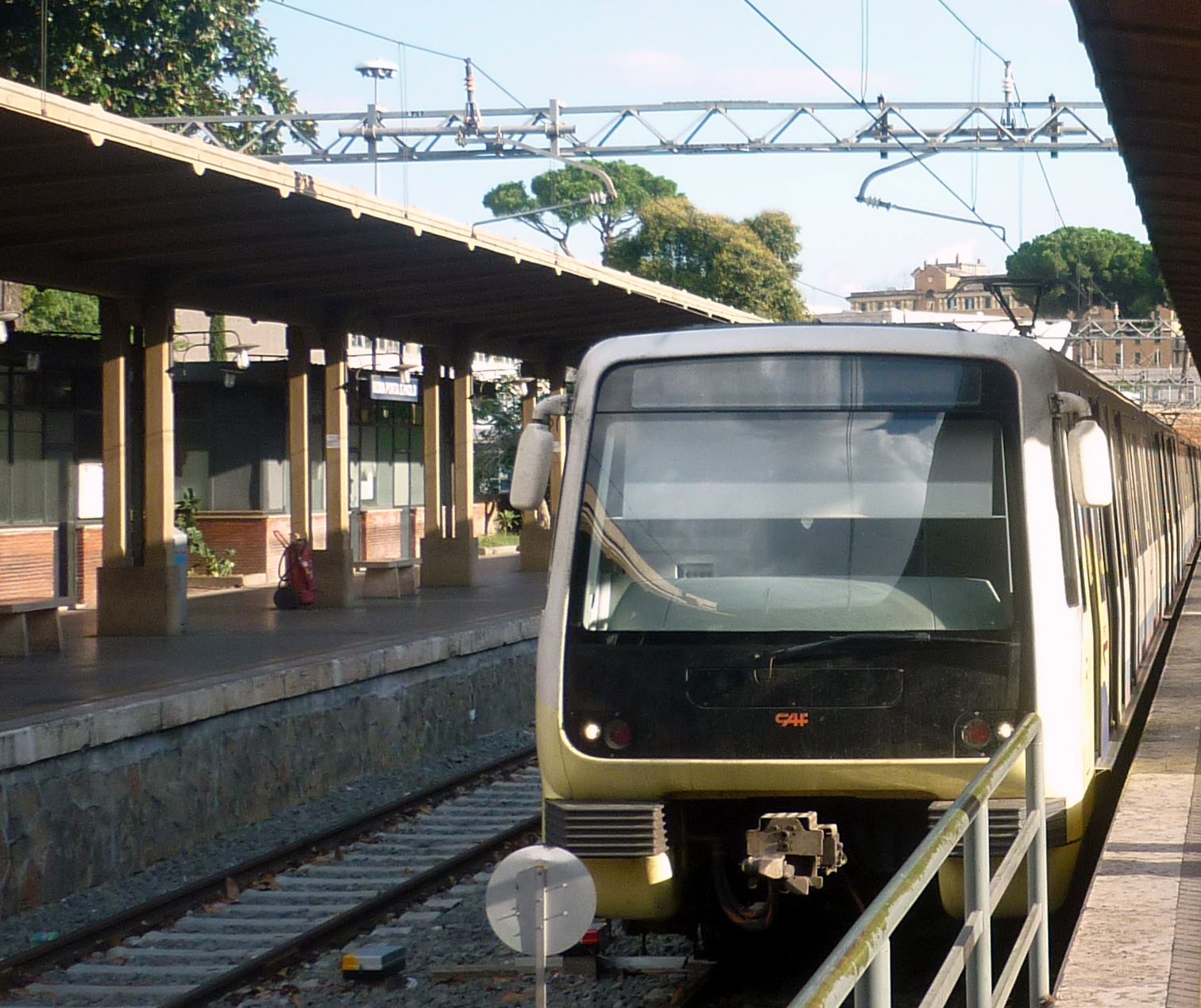
Rame Rome-Lido di Ostia au terminus gare Lido d'Ostia

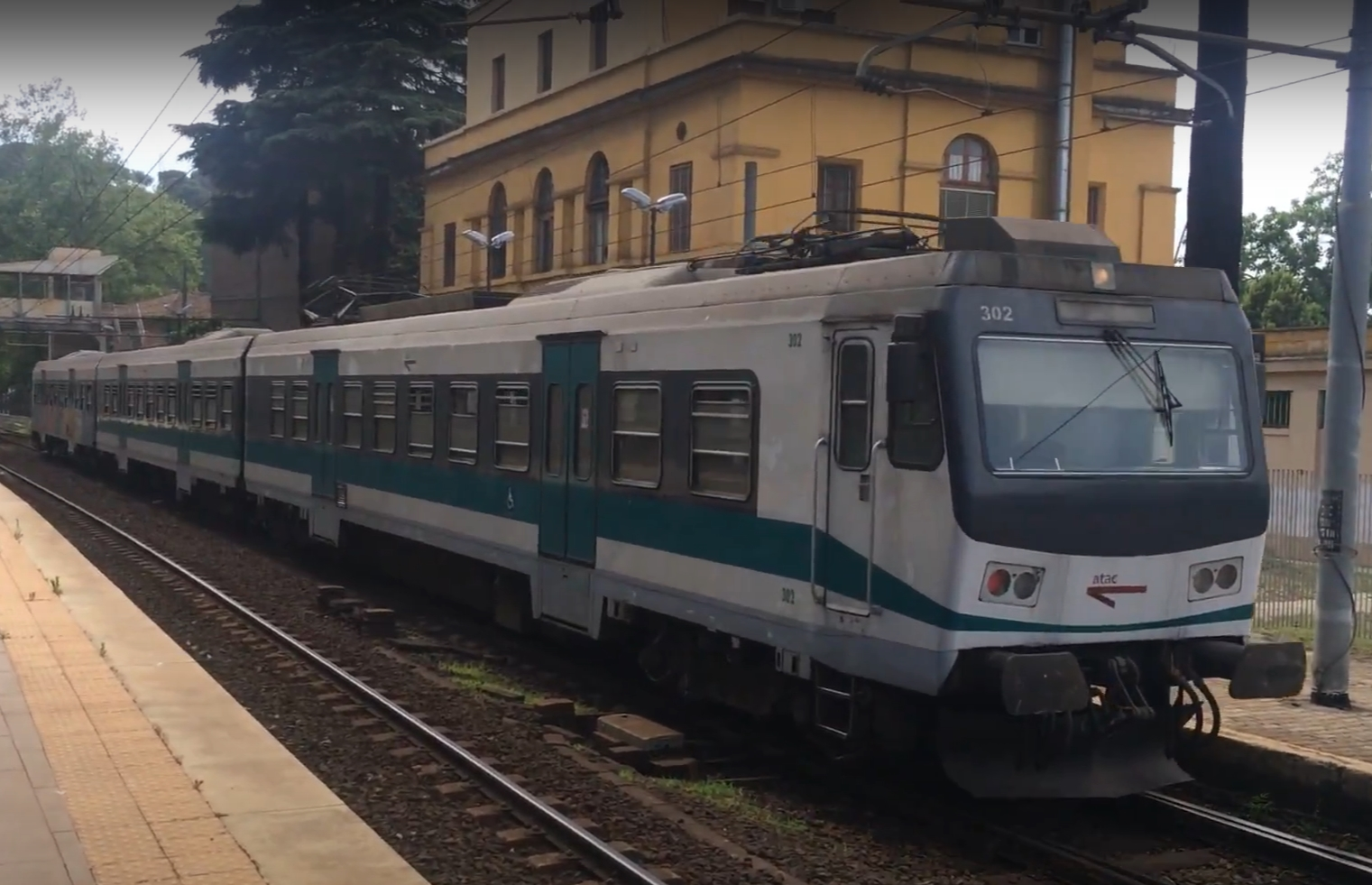
Rame Met.Ro. sur la ligne Rome-Viterbe

## Activités
L'entreprise gérait :
- les deux lignes de métro de Rome, en délégation de service pour la municipalité de Rome et l'ATAC.
  - Ligne MA et MB, 18,4 km, 27 stations et environ 500 000 passagers par jour,
  - Ligne MB, 18,2 km, 22 stations et environ 350 000 passagers par jour.
  - Ligne MC, 18,7 km, 22 stations, en construction à l'époque, ouverte en 2014.
- les trois voies ferrées pour le compte de la Région du Latium :
  - Ligne Rome Porta San Paolo–Cristoforo Colombo (Lido di Ostia) - 28,4 km de longueur, 13 gares et environ 110 000 passagers par jour. Il sera techniquement adapté à une ligne de métro dans son exploitation et la fréquence horaire sera augmentée. L'alignement est le plus évident dans les véhicules nouvellement achetés, qui correspondent en grande partie à ceux utilisés dans le métro romain.
  - Ligne Rome Laziali–Giardinetti-Pantano - 18,2 km de longueur, écartement 950 mm. Environ 35 000 passagers chaque jour. Le tronçon Giardinetti–Panatano (9 km) a été transformé en métro ligne MC Rome Colisée-Pantano, ouverte en 2014.
  - Ligne Rome Flaminio–Viterbe. 101,9 km de longueur, la ligne la plus longue de Metropolitana di Roma SpA avec 44 gares (dont 14 dans la ville de Rome) et environ 45,000 voyageurs par jour. La ligne doit être transformée pour 2025 en métro ligne F[1].

Depuis 2006, à travers la filiale Officine Grandi Revisioni - OGR Roma, elle gère également la maintenance du matériel roulant.

## L'entreprise Met.Ro.
C'était une société de service public par actions, au capital de 2,08 millions €, contrôlée par la Rome Capitale (95,46%), par la province de Viterbe (3,04%) et la province de Rieti (1,5%). Elle détenait une participation de 100 % dans Officine Grandi Revisioni - OGR Roma Srl et de 4,5 % dans la compagnie d'assurances Le Assicurazioni di Roma.